# مضيق بيرنغ

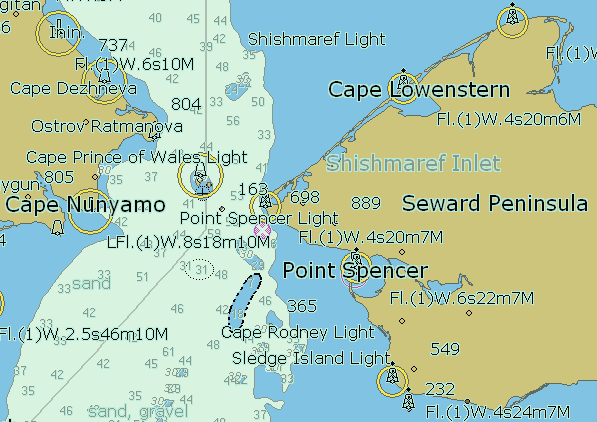
مخطط بحري لمضيق بيرين، (البحرية الأمريكية NOAA).

 مَضِيقُ بَيْرِين (بالإنكليزية: Bering Strait؛ وبالروسية: Берингов пролив) مضيق يفصل بين قارة آسيا وقارة أمريكا الشمالية، تحديدا بين «رأس دزنوف» في روسيا، ورأس أمير ويلز في ألسكا، وهو يقع بين المحيط الهادئ والمحيط المتجمد الشمالي، ويصل ما بين بحر بيرين جنوبا والمحيط المتجمد الشمالي شمالا، ويفصل شبه جزيرة جُكُتْكَة في الشرق الأقصى الروسي عن شبه جزيرة سيوارد في ولاية ألسكا الأمريكية.
اكتشف هذا المضيق للمرة الأولى البحار الروسي شمعون دزنوف (05–1673) سنة 1648، وأبحر فيه من بعدُ الدنماركي فيتوس بيرين (1681-1741) -وهو مستكشف دنماركي كان يعمل في خدمة الإمبراطورية الروسية- وذلك سنة 1728 وسمي باسمه، ثم أبحر فيه مرةً أخرى القبطان الإنجليزي جيمس كوك (28-1779) وفرديريك ويليام بيشي.
تقع الحدود البحرية الحالية بين روسيا والولايات المتحدة عند خط الطول 168° 58' 37" غرباً جنوبي الدائرة القطبية الشمالية قليلاً عند خط عرض 65° 40' شمالاً. يبلغ عرض أضيق مقطعٍ في المضيق اثنين وتسعين كم، ثم يأخذ في الاتساع شمالاً وجنوباً، ويصل عمقه إلى حوالي مئةٍ وتسعين (190) قدماً. وتكثر فيه الجزر المعترضة مثل جزر ديوميد التي تتكون من "ديوميد الكبيرة" أو "راثمانوف" التابعة لاتحاد الجمهوريات الروسية و"ديوميد الصغيرة" التابعة للولايات المتحدة. وتبلغ مساحة كل جزيرةٍ من اثنين إلى خمسة كم2. وإلى الجنوب منهما تقع جزيرة كبيرة هي "سانت لورنس" شمال بحر بيرنج التابعة للولايات المتحدة. يصل معدل درجة الحرارة في المضيق إلى حوالي 25 فهرنهايت (6.4 درجة مئوية)، وتتجمد مياهه في الشتاء. تساعد التيارات والرياح على دفع الكتل المتجمدة نحوالشمال. عندما اشترت الولايات المتحدة ولاية ألسكا من الإمبراطورية الروسية في العام 1867 أضحى مضيق بيرنج منطقة نزاعٍ حول حقوق صيد الأحياء البحرية النادرة فضلاً عن كونه ممراً استراتيجياً مما يزيد من حدة النزاع بين الدولتين. يعيش على جانبي المضيق السكان الأصليون من القبائل القديمة كالإسكيمو والشوكشي، والكورياك، وتعمل هذه القبائل في صيد البحر والاتّجار بجلود الحيوانات النادرة التي تكثر في تلكم المناطق.
كان مضيق بيرين موضوع النظرية العلمية القائلة بأن بني البشر هاجروا من آسيا إلى أمريكا الشمالية عبر جسرٍ بريٍّ يُعرف باسم «بيرينجيا» عندما كشفت مستويات سطح المحيط المنخفضة -ربما نتيجة الأنهار الجليدية التي كانت تحبس كمياتٍ هائلةً من المياه- عن مساحةٍ واسعةٍ من أرضية البحر في كل من المضيق الحالي والبحر الضحل شماله وجنوبه. كانت هذه النظرة لكيفية دخول هنود باليو إلى أمريكا هي السائدة لعدة عقودٍ وما زالتِ الأكثرَ قبولاً. سُجل كذلك العديد من حالات العبور الناجحة دونما استخدام قواربَ منذ أوائل القرن العشرين على الأقل.

## الجغرافيا والعلوم
يبلغ عرض مضيق بيرين حوالي اثنين وثمانين كيلومتراً (ما يعادل واحداً وخمسين ميلاً) عند أضيق مقطعٍ فيه ما بين «كيب [رأس] دزنوف»، في «شبه جزيرة تشوكشي» من روسيا أقصى نقطةٍ شرقيَّ القارة الآسيوية (169° 39' غرب غرينتش)، و«كيب برينس أوف ويلز» [رأس أمير ويلز] في ألسكا في الولايات المتحدة أقصى نقطةٍ غربيَّ قارة أمريكا الشمالية (168° 05' غرب غرينتش). ويصل عرضه هنا ثلاثةً وخمسين ميلاً (ما يعادل خمسةً وثمانين كم)، وأعمق نقطةٍ فيه لا يتجاوز عمقها تسعين م (ما يعادل ثلاثمئة قدمٍ). ويحدّه «بحر جكتكة» (جزء من المحيط المتجمد الشمالي) من الشمال، و«بحر بيرين» من الجنوب.

## الرحلات الاستكشافية

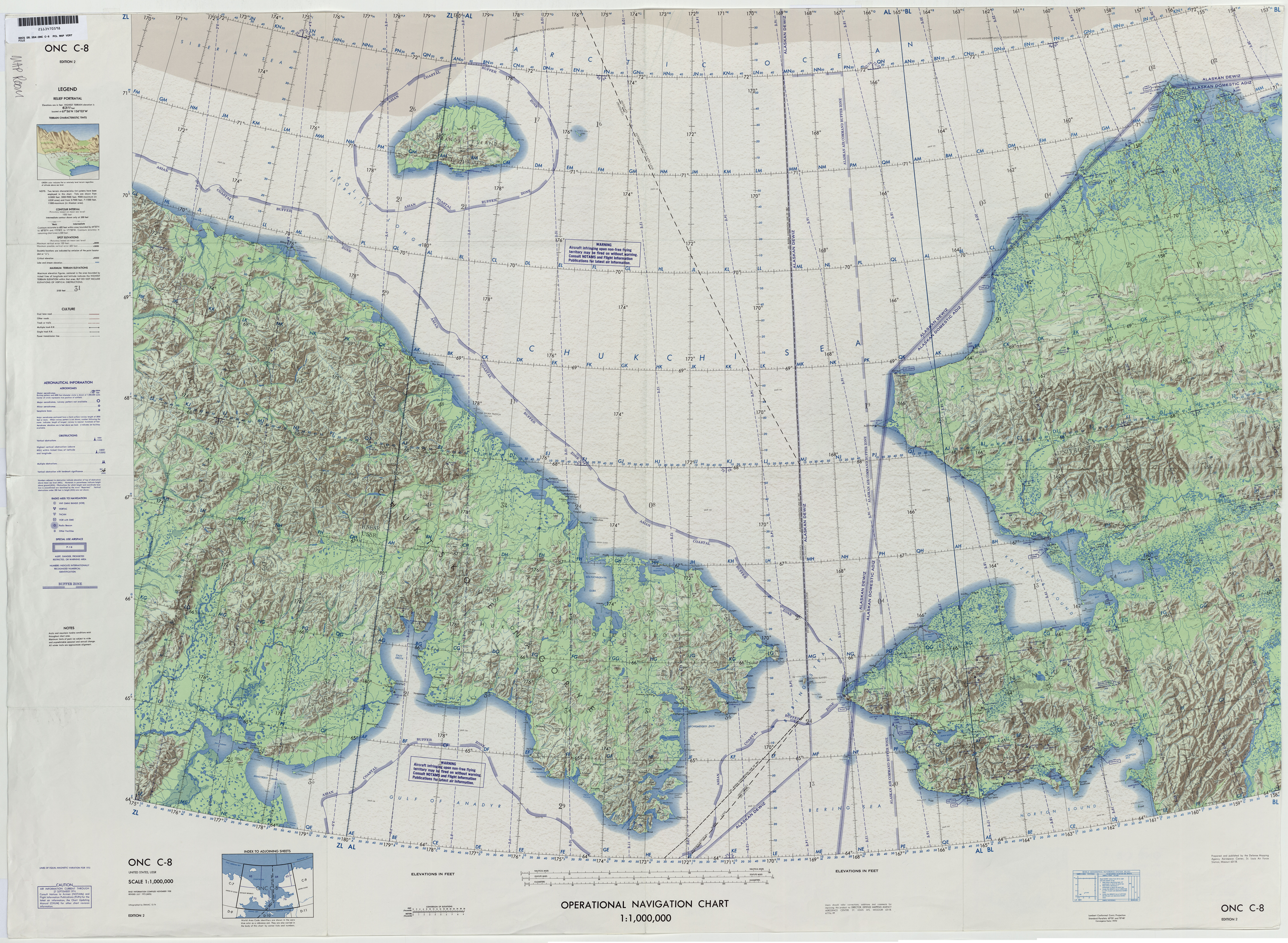
الخريطة الطبوغرافية لمضيق بيرين، 1973، المصدر: «وكالة رسم الخرائط الدفاعية».

منذ العام 1562 على الأقل اعتقد الجغرافيون الأوروبيون أن ثمة «مضيق أنيان» بين آسيا وأمريكا الشمالية. في العام 1648 ربما يكون «سيميون دزهنيوف» قد مرَّ عبر المضيق، لكن تقريره لم يصل إلى أوروبا. ثم دخله الملاح الروسي الدنماركي المولد فيتوس بِيرينغ في العام 1728، وفي العام 1732 عبره «ميخائيل غفوزديف» لأول مرةٍ من آسيا إلى أمريكا. وأبحر فيه في العام 1778 جيمس كوك خلال رحلته الثالثة.
كانت السفن الأمريكية تبحث عن الحيتان مقوسة الرأس في المضيق بحلول العام 1847.
في مارس/آذار من العام 1913 عبر الكابتن الألماني «ماكس جوتشالك» من الرأس الشرقي لسيبيريا إلى «شيشماريف» في ألسكا على مزلقة الكلاب عبر جزيرتي «ليتل» و«ديوميد الكبيرة». لقد كان أول مسافرٍ حديثٍ مُوّثقٍ يعبر من روسيا إلى أمريكا الشمالية بدون استخدام قارب.
في العام 1987 سبحت السبّاحة «لين كوكس» في مسارٍ بطول 4.3 كم (2.7 ميل) بين جزر ديوميد من ألسكا إلى الاتحاد السوفييتي في مياهٍ حرارتها 3.3 درجةٍ مئويةٍ (37.9 درجة فهرنهايت) خلال السنوات الأخيرة من الحرب الباردة. وقد هنأها بشكلٍ مشتركٍ كلٌّ من الرئيس الأمريكي رونالد ريغان، والزعيم السوفييتي ميخائيل غورباتشوف.
في يونيو/حزيران ويوليو/تموز من العام 1989 حاولت ثلاث فرقٍ مستقلةٍ تحقيق أول عبورٍ حديثٍ بقوارب «الكاياك» Kayak البحرية لمضيق بيرين. كانت المجموعات الثلاث تتألف من: سبع أشخاصٍ من سكان ألسكا والذين وصفوا جهودهم بالتجديف في الغد (أي عبور خط التوقيت الدولي)، ورحلةٍ استكشافيةٍ بريطانيةٍ مكونةٍ من أربعة رجالٍ في زوارق كاياكٍ عبر مضيق بيرين، وفريقٍ من سكان كاليفورنيا في «بياداركا» biadarka من ثلاثة أشخاصٍ بقيادة «جيم نُويس» Jim Noyes الذي أطلق حملته الطموح باعتباره مصاباً بشللٍ نصفيٍّ. رافق الفريق من سكان كاليفورنيا طاقم تصويرٍ في «أومياك» umiak، وهو قارب مصنوع من جلد الفظ التقليدي في المنطقة، كانوا يصورون الفيلم الوثائقي «الستار من الجليد» في العام 1991 من إخراج «جون أرمسترونج».

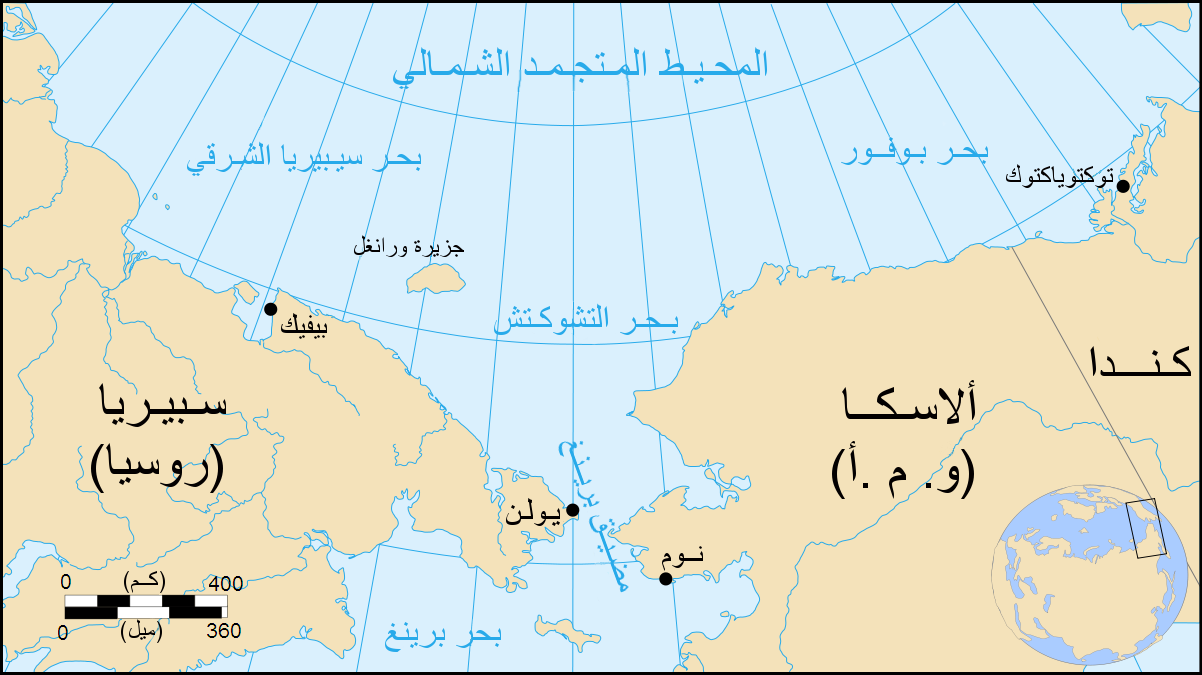
خريطة «بحر شوكشي».

في مارس/آذار من العام 2006 عبر البريطاني «كارل بوشبي» والمغامر الفرنسي-الأمريكي «ديميتري كيفر» المضيق سيراً على الأقدام، وسارا عبر قسمٍ متجمدٍ يبلغ طوله تسعين كيلومتراً (ما يعادل ستةً وخمسين ميلاً) في خمسة عشر يوماً. وسرعان ما ألقي القبض عليهم لعدم دخولهم روسيا عبر مراكز الحدود.
شهد أغسطس/آب من العام 2008 أول عبورٍ لمضيق بيرين باستخدام مركبةٍ برمائيةٍ تسير على الطريق. قاد «ستيف بورغيس» و«دان إيفانز» سيارة «لاند روفر-ديفندر 110» -المعدلة خصيصاً- عبر المضيق في محاولتهما الثانية بعد انقطاع الأولى بسبب سوء الأحوال الجوية.
في فبراير/شباط من العام 2012 عبر فريق كوري بقيادة «هونغ سونغ-تايك» Hong Sung-Taek المضيق سيراً على الأقدام في ستة أيامٍ. بدؤوا من شبه جزيرة جكتكة على الساحل الشرقي لروسيا في 23 فبراير/شباط، ووصلوا إلى ويلز المدينة الساحلية الغربية في ألسكا في 29 فبراير/شباط.

منطقة القطب الشمالي، ويبدو موقع مضيق بيرين وبحر بيرين في الأعلى.

في تموز/يوليو من العام 2012 قام ستة مغامرين مرتبطين بـ«مياه خطرة» Dangerous Waters -وهو برنامج مغامراتٍ واقعيٌّ قيد الإنتاج- بالعبور في Sea-Doos، ولكن ألقي القبض عليهم وسُمح لهم بالعودة إلى ألسكا في Sea-Doos بعد احتجازهم لفترةٍ وجيزةٍ في Lavrentiya المركز الإداري لمقاطعة تشوكوتسكي. لقد عوملوا معاملةً حسنةً ومنحوهم جولةً في متحف القرية، لكن لم يُسمح لهم بالاستمرار جنوباً على طول ساحل المحيط الهادئ. كان الرجال يحملون تأشيرات دخولٍ، لكن الساحل الغربي لمضيق بيرين منطقة عسكرية مغلقة.
بين الرابع والعاشر من أغسطس/آب (بتوقيت الولايات المتحدة) من العام 2013 أجرى فريق مكون من خمسةٍ وستين سباحاً من سبع عشرة دولةً سباحة التتابع عبر مضيق بيرين، وهي أول سباحةٍ من نوعها في التاريخ. سبحوا من «كيب دزنوف» في روسيا إلى «كيب برنس أوف ويلز» في الولايات المتحدة (حوالي مئةٍ وعشرة كيلومترات (ما يعادل 68 ميلاً) بسبب التيار). حصلوا على دعمٍ مباشرٍ من البحرية الروسية باستخدام إحدى سفنها ومساعدتها بإذن.

## العبور المقترح
كاد الرابط المادي بين آسيا وأمريكا الشمالية عبر مضيق برينغ أن يصبح حقيقة واقعة في العام 1864 عندما بدأت شركة تلغرافٍ روسيةٍ أمريكيةٍ الاستعدادات لمد خط تلغرافٍ بريٍّ يربط بين أوروبا، وأمريكا عبر الشرق. جرى التخلي عن الفكرة عندما أثبت كابل الأطلسي تحت البحر نجاحه.
قُدّم اقتراح آخر لربط جسرٍ ونفقٍ من شرق روسيا إلى ألسكا من قبل المهندس الفرنسي البارون «لويك دي لوبل» في العام 1906. أصدر القيصر الروسي «نيكولاس الثاني» (حكم 1894-1917) أمراً بتفويض النقابة الفرنسية الأمريكية التي يمثلها «دي لوبل» لبدء العمل في مشروع خط سكة حديد ألسكا عبر سيبيريا، ولكن لم يبدأ أي عملٍ بدنيٍّ على الإطلاق.
وقدمت اقتراحات لبناء جسر مضيق بيرين بين ألسكا وسيبيريا. على الرغم من التحديات الهندسية والسياسية والمالية غير المسبوقة أعطت روسيا الضوء الأخضر لمشروع نفق TKM-World Link بقيمة 65 مليار دولارٍ أمريكيٍ في أغسطس/آب من العام 2011. وإذا مااكتمل فإن النفق الذي سيبلغ طوله 103 كيلومترات (64 ميلاً) سيكون الأطول في العالم. نظرت الصين في إنشاء خط سكة حديدٍ رابطٍ «بين الصين وروسيا وكندا والولايات المتحدة»، والذي سيشمل بناء نفقٍ تحت الماء بطول مئتي كيلومتر (120 ميلاً) يعبر مضيق بيرين.

## السد المقترح

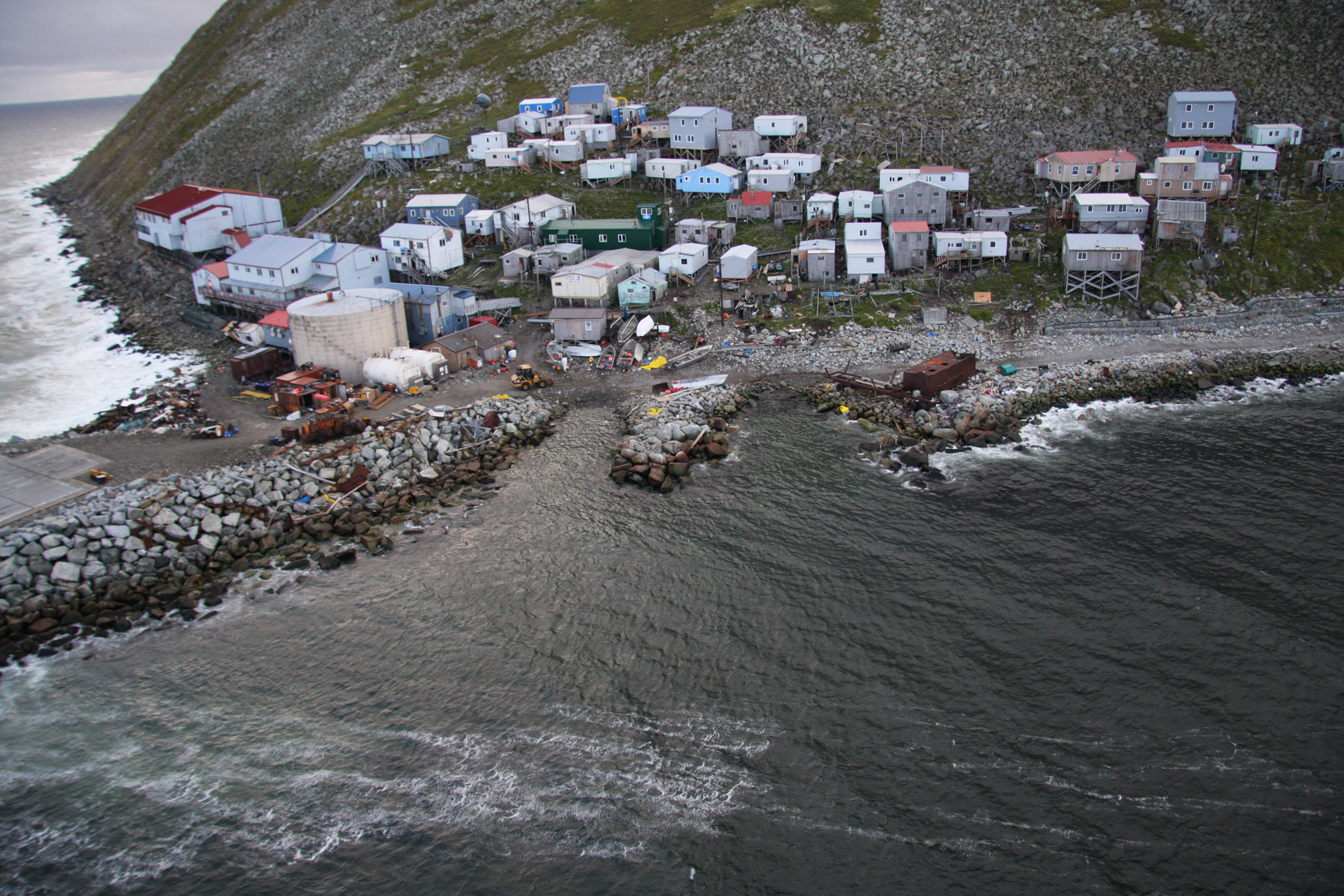
تقع قرية "ديوميد الصغيرة" الأمريكية على الحدود بين روسيا والولايات المتحدة. يقطن الجزيرة مئةً وثمانيَ عشرةَ نسمةً وتزورها مروحية البريد من ألسكا مرةً في الأسبوع. اكتشف الجزيرتين «فيتوس بيرين» في 16/ 8/ 1728 يوم ذكرى القديس ديوميد وأطلق عليهما اسمه.
المصدر: خفر السواحل الأمريكي.

في العام 1956 اقترح الاتحاد السوفييتي على الولايات المتحدة مشروعاً مشتركاً ثنائي القومية لتدفئة المحيط المتجمد الشمالي، وإذابة بعض الغطاء الجليدي. وطبقاً لتصميم «بيتر بوريسوف» دعا المشروع السوفييتي إلى إنشاء سدٍّ يبلغ عرضه تسعين كيلومتراً (ما يعادل 56 ميلاً) عبر مضيق بيرين. سيمنع هذا السد تيار المحيط الهادئ البارد من دخول القطب الشمالي، ومن خلال ضخ المياه السطحية الباردة منخفضة الملوحة عبر السد إلى المحيط الهادئ سيجري إدخال مياه البحر الأكثر دفئاً وملوحةً من المحيط الأطلسي إلى المحيط المتجمد الشمالي. ومع ذلك -وبسبب مخاوفَ تتعلق بالأمن القومي- فقد عارض خبراء وكالة المخابرات المركزية CIA ومكتب التحقيقات الفيدرالي FBI الخطة السوفيتية بالقول إنه في حين إن الخطة كانت مجديةً، إلا أنها ستعرض نوراد NORAD للخطر، وبالتالي يمكن بناء السد بتكلفةٍ هائلةٍ فقط. كما عارض العالم السوفيتي د. أ. دروغايتسيف الفكرة مشيراً إلى أن البحر شمال السد والأنهار المتدفقة شمالاً في سيبيريا ستغدو غير قابلةٍ للملاحة على مدار السنة، وأن [صحراء] جوبي، والصحاري الأخرى ستمتد إلى الساحل الشمالي لسيبيريا.
اقترح الأمريكي «تشارلز ب. ستاينميتز» (1865-1923) في وقتٍ سالفٍ توسيع مضيق بيرين عن طريق إزالة جزيرة سانت لورانس وأجزاءٍ من شبه جزيرة سيوارد وتشوكوتسكي، وعندئذٍ من شأن مضيقٍ يبلغ عرضه 320 كيلومتراً (200 ميل) أن يسمح لتيار اليابان بإذابة المحيط المتجمد الشمالي.
في القرن الحادي والعشرين قُدم اقتراح لإنشاء سدٍّ بطول ثلاثمئة كيلومترٍ (190 ميلاً)، ولكن الهدف من الاقتراح هو الحفاظ على الغطاء الجليدي في القطب الشمالي ضد الاحتباس الحراري.

## حد «الستار الجليدي»

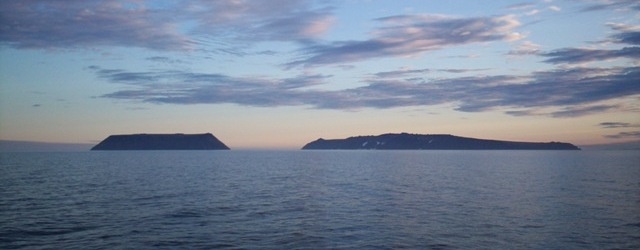
جزيرة ديوميد الصغيرة (الولايات المتحدة، إلى اليسار)، وجزيرة ديوميد الكبيرة (روسيا، إلى اليمين). تبلغ المسافة بين الجزيرتين أقل من أربعة كيلومتراتٍ وحسب.
الرؤية من جهة الشمال (المحيط المتجمد الشمالي) باتجاه الجنوب.

شكل مضيق بيرين الحدود بين الاتحاد السوفييتي والولايات المتحدة. تبعد جزيرة «ديوميد الكبيرة» (روسيا) و«ديوميد الصغيرة» (الولايات المتحدة) عن بعضهما مسافة 3.8 كيلومتر (2.4 ميل) فقط، ويمر بينهما خط التوقيت العالمي. تقليدياً كان السكان الأصليون في المنطقة يعبرون الحدود بشكلٍ متكررٍ ذهاباً وإياباً بهدف «زياراتٍ روتينيةٍ، ومهرجاناتٍ موسميةٍ، وتجارة الكفاف»، لكن جرى منعهم من القيام بذلك خلال الحرب الباردة. أصبحتِ الحدود معروفةً باسم «الستار الجليدي». وكانت مغلقةً تماماً، ولم تكً ثمة حركة جوية أو قواربُ منتظمة للركاب.
منذ العام 2012 أضحى الساحل الروسي لمضيق بيرين منطقةً عسكريةً مغلقةً يمكن للأجانب زيارتها من خلال الرحلات المنظمة واستخدام التصاريح الخاصة فحسب. ويتوجب أن يكون جميع الوافدين عبر مطارٍ أو ميناءٍ للرحلات البحرية بالقرب من مضيق بيرين فقط في «أنادير» أو «بروفيدنيا». وربما يلقى القبض على المسافرين غير المصرح لهم الذين يصلون إلى الشاطئ بعد عبور المضيق حتى أولئك ممن يحملون تأشيراتٍ، وسجنهم لفترةٍ وجيزةٍ، وتغريمهم، وترحيلهم، ومنعهم من الحصول على تأشيراتٍ في المستقبل.

## معرض الصور

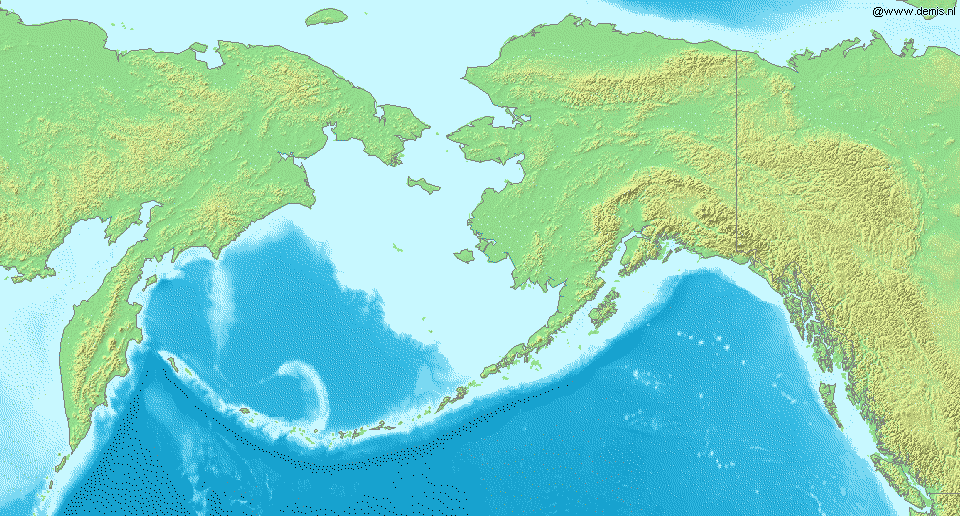
مضيق بيرين وبحر بيرين الذي يحده شبه جزيرة كامشاتكا غرباً، وألسكا شرقاً، وحزام "جزر ألوتيان" جنوباً، ومضيق بيرين شمالاً، بمساحة مليوني كم2.
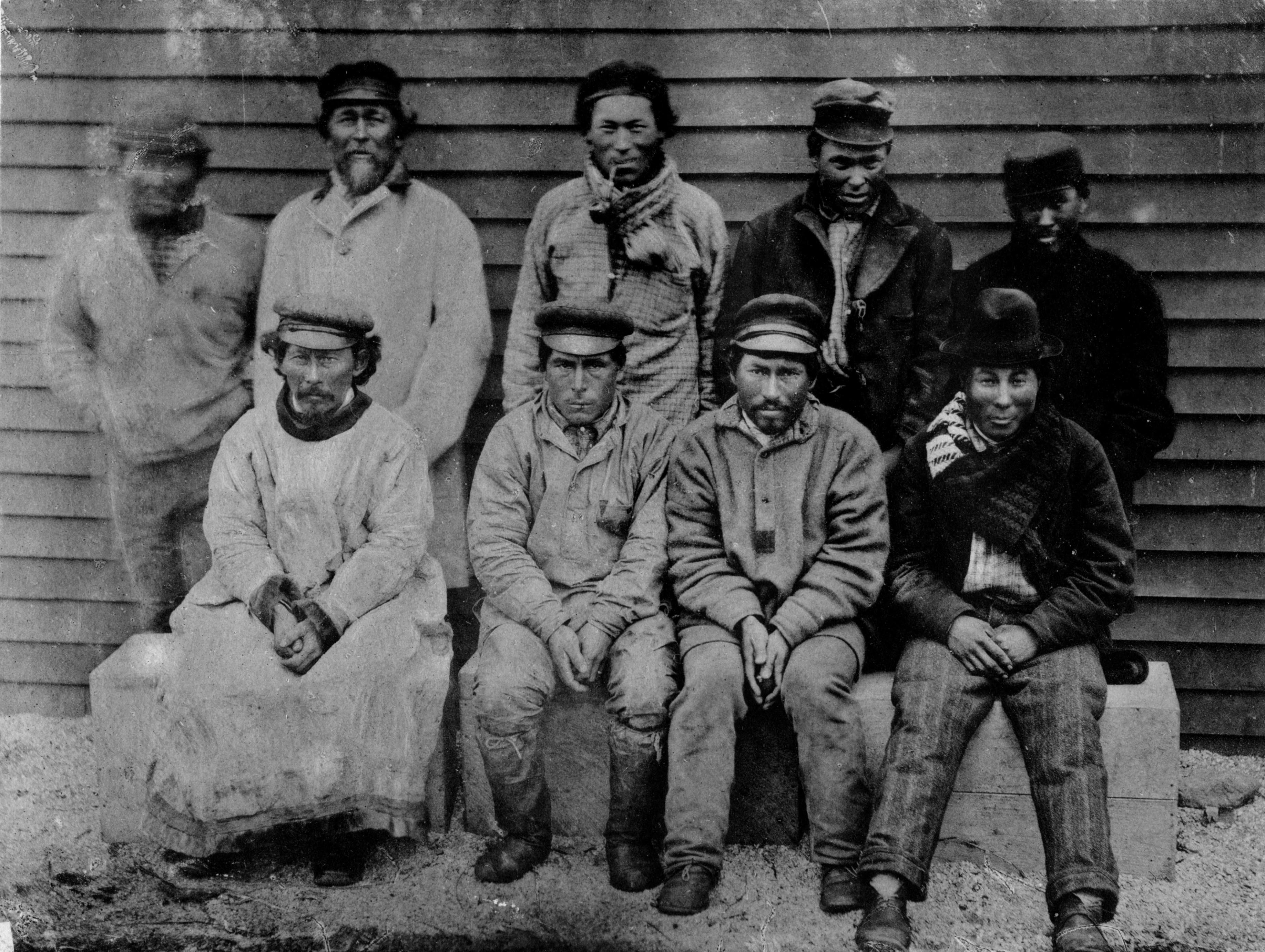
مجموعة من الصيادين الأليوت Aleuts من "جزيرة بيرين". التقطت الصورة ما بين 1884 و1886. كان مضيق بيرين عبر التاريخ ممراً للسكان المحليين. المصدر:	http://tapaskesis.livejournal.com/23433.html.
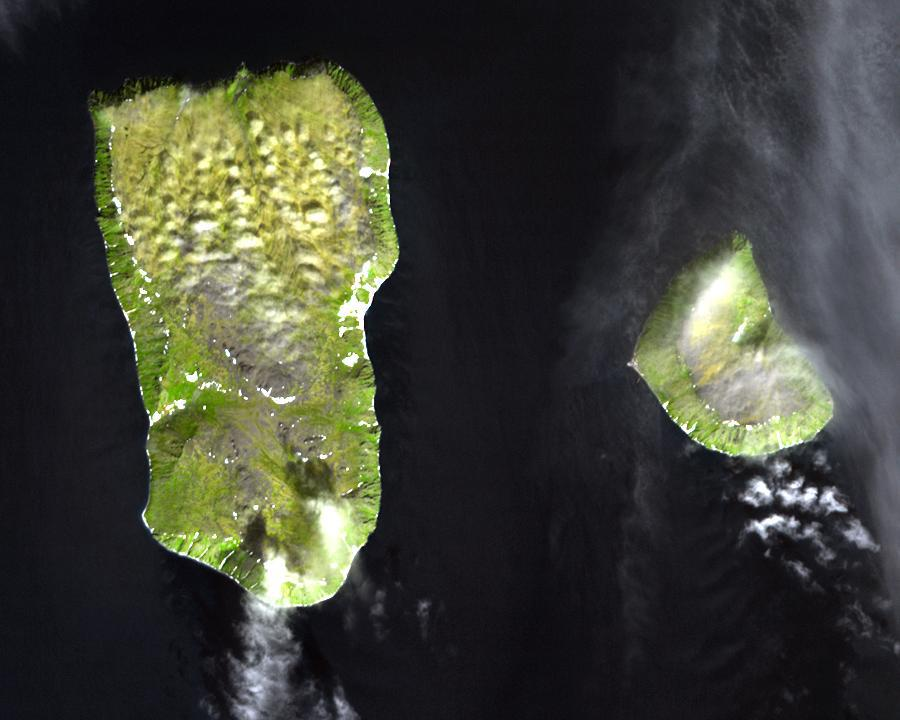
صورة جوية لجزيرتيْ "ديوميد" من علٍ. أمريكا إلى اليمين، وآسيا إلى اليسار.
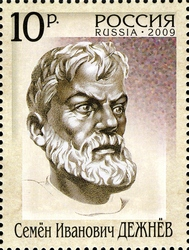
الرائد الروسي المستكشف سيميون دزهنيوف Semyon Dezhnyov (عاش 05–1673) أول من استكشف مضيق بيرين.
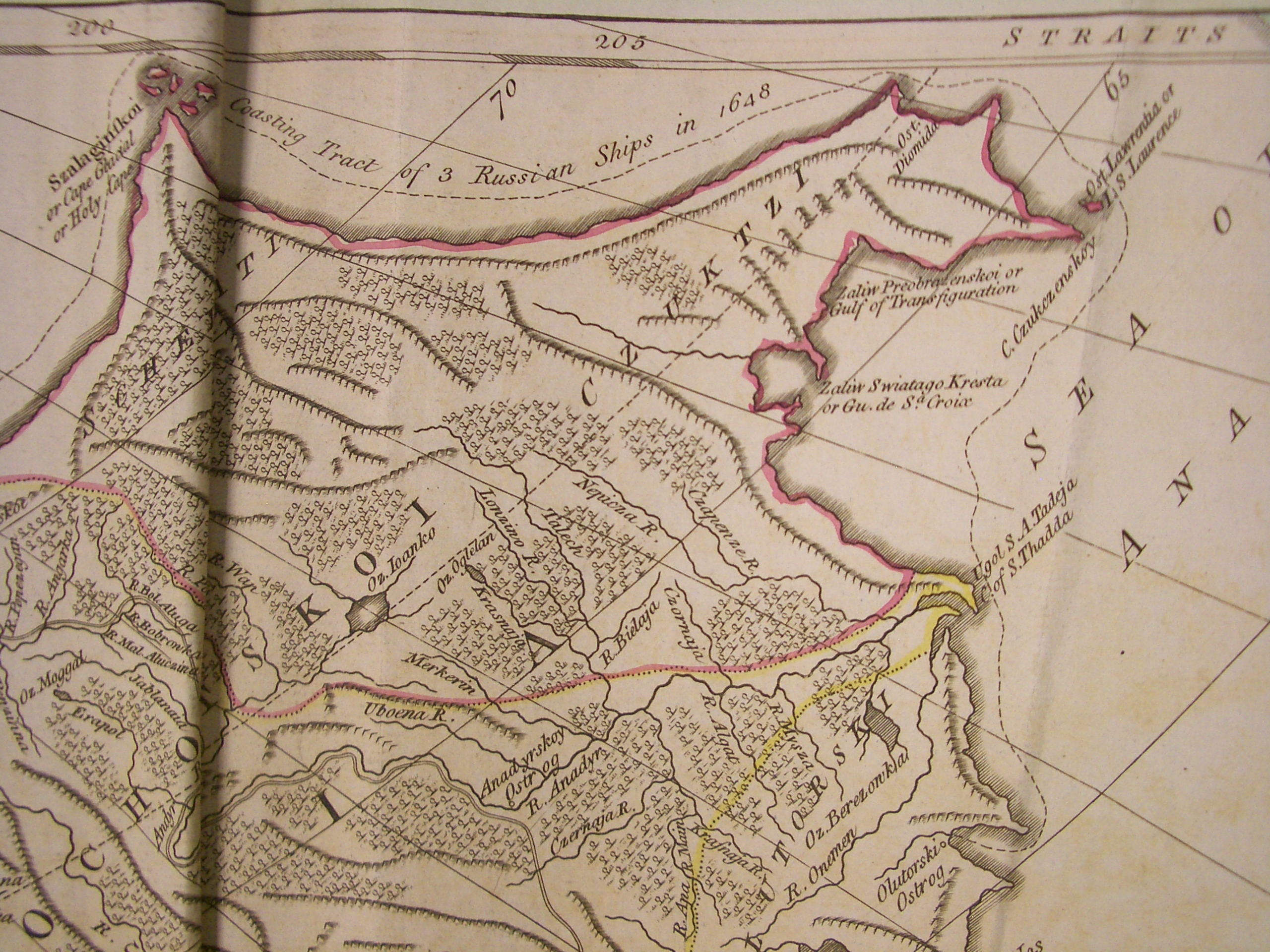
خريطة قديمة تعود للعام 1773 لمنطقة "جكتكة" Chukotka تُبين مسار بعثة دزهنيوف الاستكشافية للعام 1648.
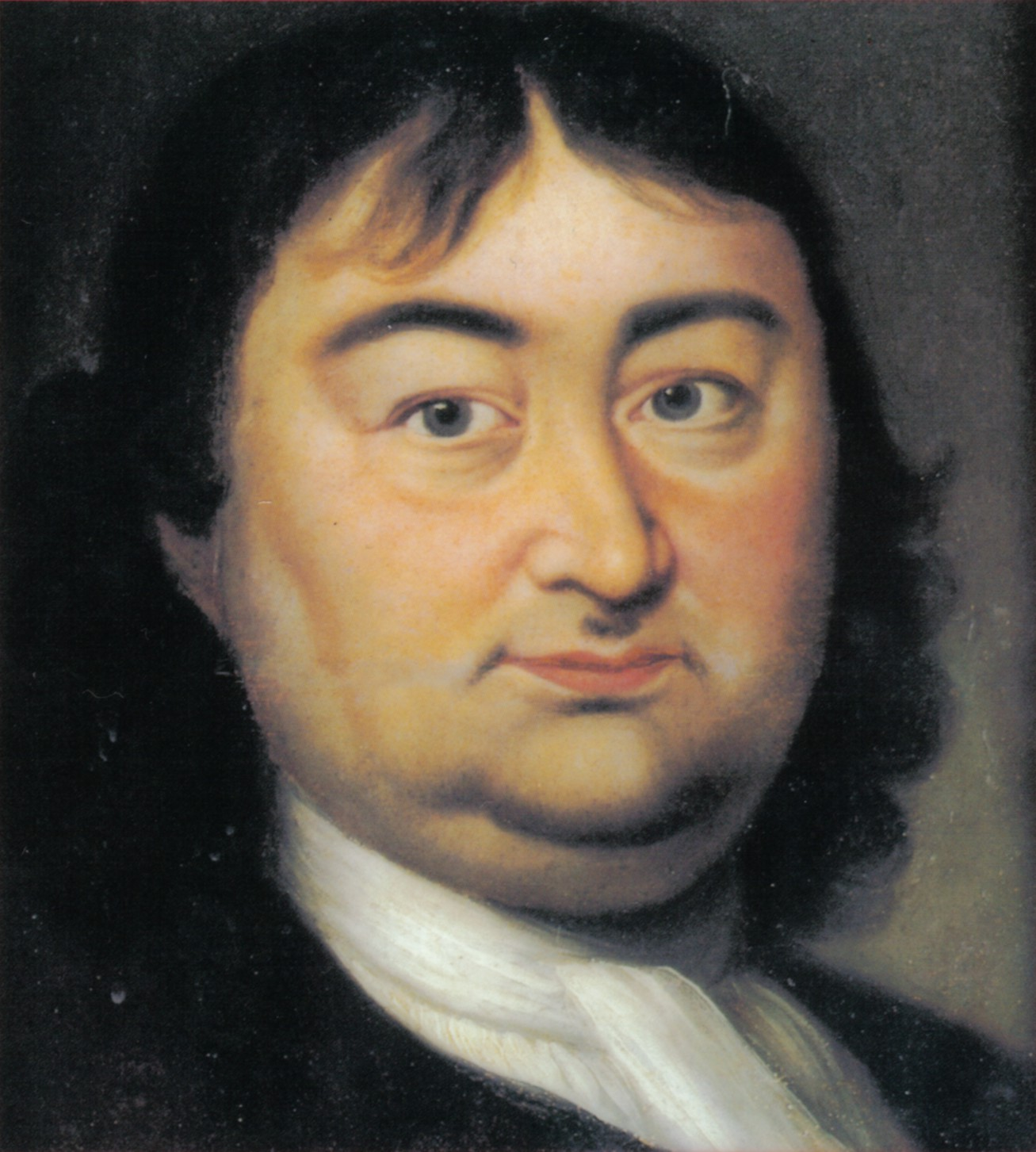
"ڤيتوس بِيرينغ" Vitus Jonassen Bering (عاش 1681-1741) المستكشف والبحار الدنماركي-الروسي الذي دُعي مضيق بيرين باسمه.
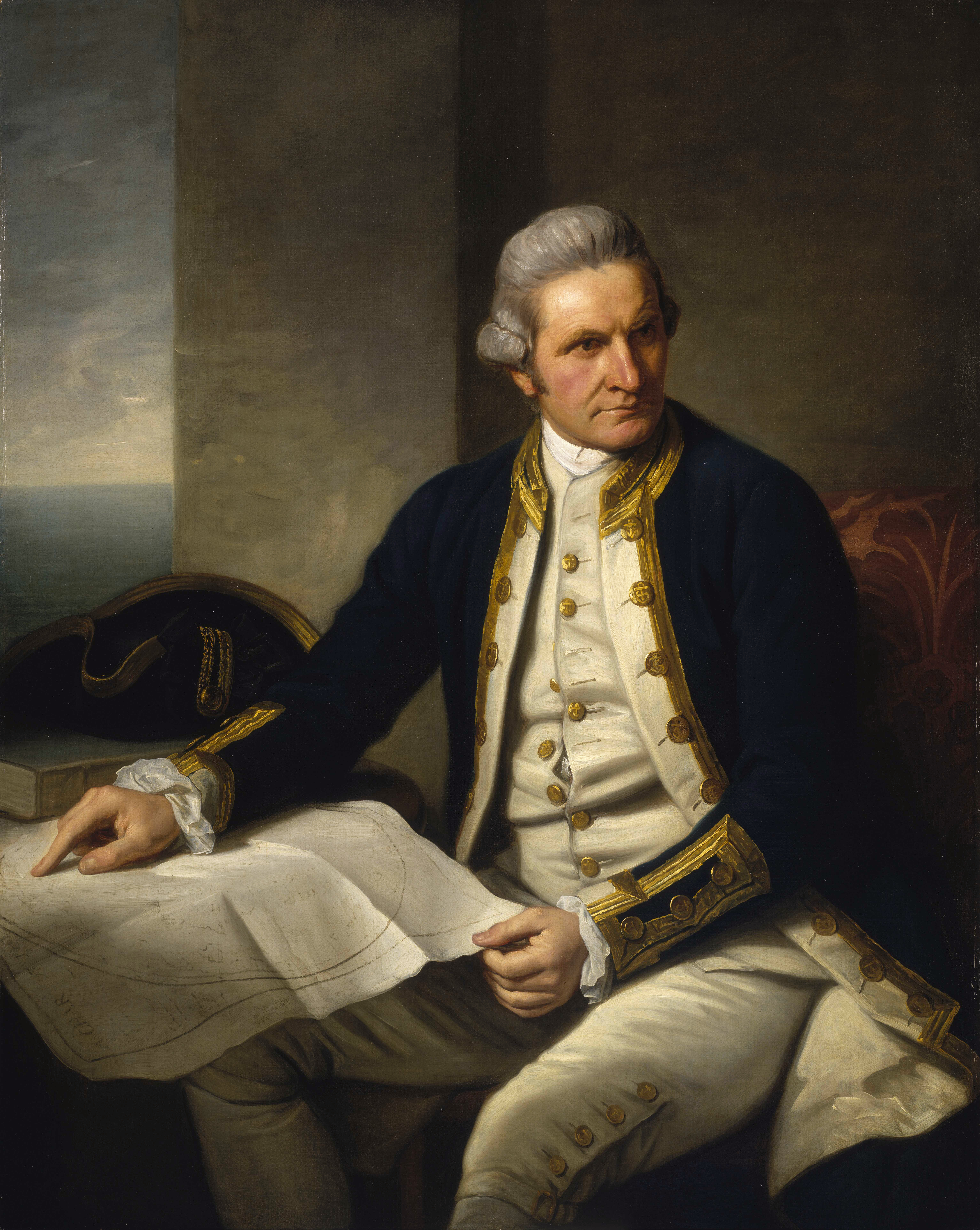
القبطان الإنجليزي "جيمس كوك" James Cook (عاش 28-1779) أبحر في مضيق بيرين ووصل ساحل ألسكا الشمالي محاولاً إيجاد طريقٍ بين المحيطين الهادي والأطلسي عبر المتجمد الشمالي.
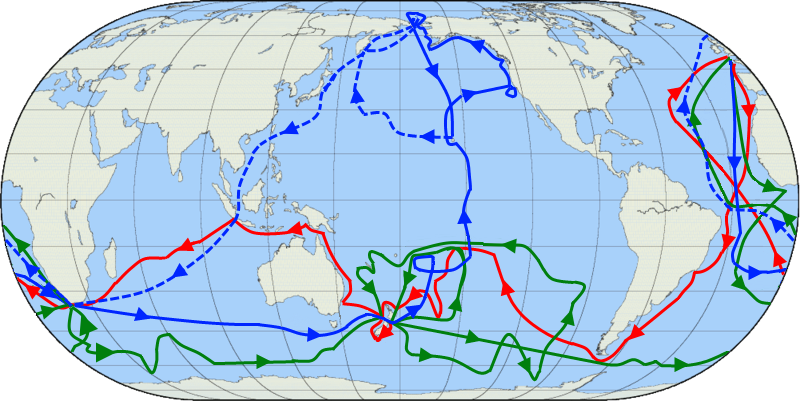
رحلة كوك الثالثة (76-1779) مبيَّنةً بالخط الأزرق. الخط الأزرق المتقطع يبين تكملة مسار الرحلة بعد مقتله في منتصف الرحلة في جزر هاواي.
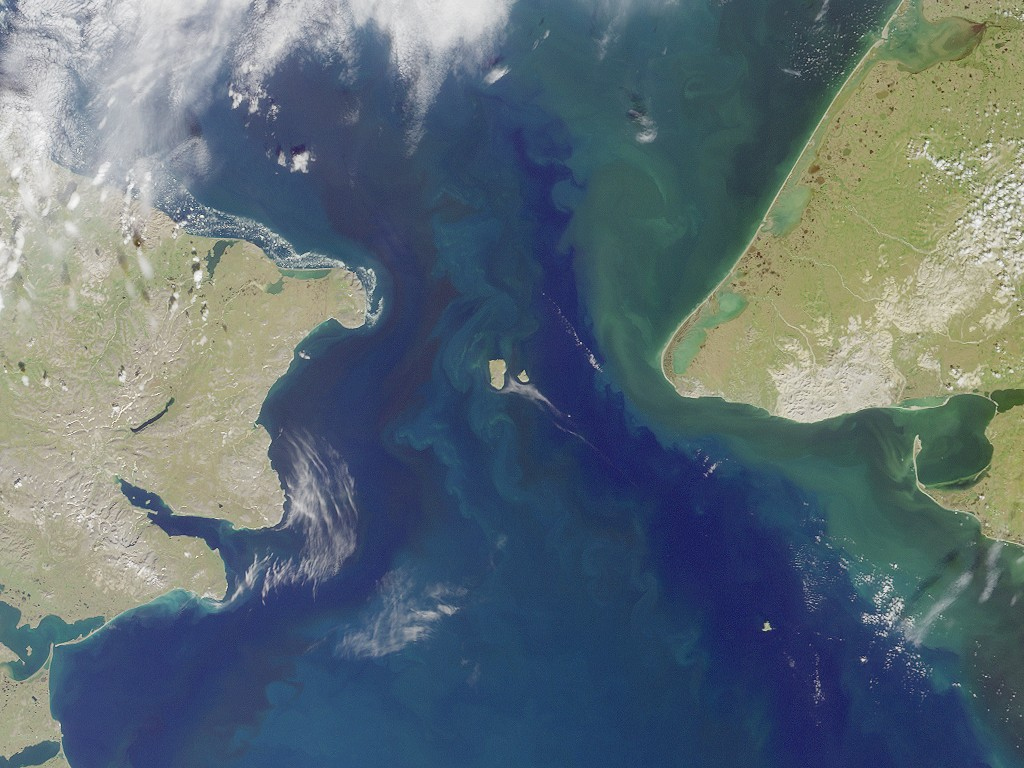
صورة فضائية لمضيق بيرين.
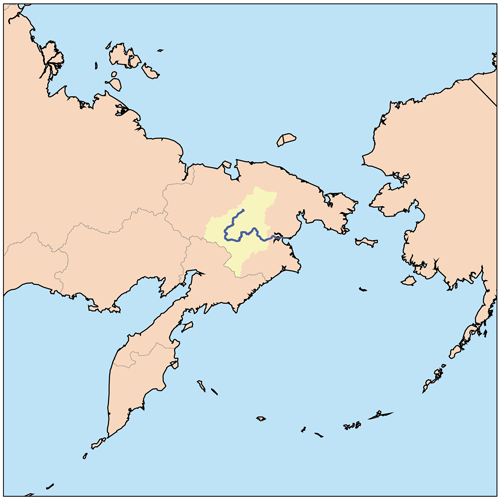
مضيق بيرين ونهر أنادير. مصب نهر كوليما الذي يقع على الساحل القطبي الشمالي بالقرب من الخط الرأسي، والذي يُعد الآن من الحدود الإدارية.